# VakıfBank Spor Kulübü 2019-2020
Questa voce raccoglie le informazioni riguardanti il VakıfBank Spor Kulübü nelle competizioni ufficiali della stagione 2019-2020.

## Organigramma societario
Area direttiva
- Presidente: Abdi Üstünsalih

Area tecnica
- Allenatore: Giovanni Guidetti
- Allenatore in seconda: Saim Pakkan
- Assistente allenatore: César Hernández
- Scoutman: Fatih Yağcı

## Rosa
| N° | Nome               | Ruolo | Data di nascita   | Nazionalità sportiva |
| -- | ------------------ | ----- | ----------------- | -------------------- |
| 1  | Gizem Örge         | L     | 26 aprile 1993    | Turchia              |
| 3  | Cansu Özbay        | P     | 17 ottobre 1996   | Turchia              |
| 6  | Kübra Akman        | C     | 13 ottobre 1994   | Turchia              |
| 8  | Melis Gürkaynak    | C     | 20 aprile 1990    | Turchia              |
| 9  | Meliha İsmailoğlu  | S     | 17 settembre 1993 | Turchia              |
| 10 | Gabriela Guimarães | S     | 19 maggio 1994    | Brasile              |
| 11 | Isabelle Haak      | O     | 11 luglio 1999    | Svezia               |
| 12 | Pınar Eren         | L     | 12 dicembre 1986  | Turchia              |
| 13 | Michelle Bartsch   | S     | 12 febbraio 1990  | Stati Uniti          |
| 14 | Gözde Yılmaz       | O     | 9 settembre 1991  | Turchia              |
| 15 | Ebrar Karakurt     | S     | 17 gennaio 2000   | Turchia              |
| 16 | Milena Rašić       | C     | 25 ottobre 1990   | Serbia               |
| 17 | Maja Ognjenović    | P     | 6 agosto 1984     | Serbia               |
| 18 | Zehra Güneş        | C     | 7 luglio 1999     | Turchia              |

## Statistiche

### Statistiche di squadra
| Competizione                 | Punti | In casa | In casa | In casa | In trasferta | In trasferta | In trasferta | Totale | Totale | Totale |
| Competizione                 | Punti | G       | V       | P       | G            | V            | P            | G      | V      | P      |
| ---------------------------- | ----- | ------- | ------- | ------- | ------------ | ------------ | ------------ | ------ | ------ | ------ |
| Sultanlar Ligi               | 63    | 11      | 11      | 0       | 11           | 10           | 1            | 22     | 21     | 1      |
| Coppa di Turchia             | -     | -       | -       | -       | -            | -            | -            | -      | -      | -      |
| Supercoppa turca             | -     | -       | -       | -       | -            | -            | -            | 1      | 0      | 1      |
| Champions League             | 15    | 4       | 3       | 1       | 4            | 4            | 0            | 8      | 7      | 1      |
| Campionato mondiale per club | 7     | -       | -       | -       | -            | -            | -            | 5      | 3      | 2      |
| Totale                       | -     | 15      | 14      | 1       | 15           | 14           | 1            | 36     | 31     | 5      |

G = partite giocate; V = partite vinte; P = partite perse

### Statistiche dei giocatori
| Giocatore     | Campionato | Campionato | Campionato | Campionato | Campionato | Coppa di Turchia | Coppa di Turchia | Coppa di Turchia | Coppa di Turchia | Coppa di Turchia | Supercoppa turca | Supercoppa turca | Supercoppa turca | Supercoppa turca | Supercoppa turca | Champions League | Champions League | Champions League | Champions League | Champions League | Campionato mondiale | Campionato mondiale | Campionato mondiale | Campionato mondiale | Campionato mondiale | Totale | Totale | Totale | Totale | Totale |
| Giocatore     | P          | PT         | AV         | MV         | BV         | P                | PT               | AV               | MV               | BV               | P                | PT               | AV               | MV               | BV               | P                | PT               | AV               | MV               | BV               | P                   | PT                  | AV                  | MV                  | BV                  | P      | PT     | AV     | MV     | BV     |
| ------------- | ---------- | ---------- | ---------- | ---------- | ---------- | ---------------- | ---------------- | ---------------- | ---------------- | ---------------- | ---------------- | ---------------- | ---------------- | ---------------- | ---------------- | ---------------- | ---------------- | ---------------- | ---------------- | ---------------- | ------------------- | ------------------- | ------------------- | ------------------- | ------------------- | ------ | ------ | ------ | ------ | ------ |
| K. Akman      | 9          | 50         | 29         | 15         | 6          | -                | -                | -                | -                | -                | 0                | 0                | 0                | 0                | 0                | 1                | 2                | 1                | 0                | 1                | -                   | -                   | -                   | -                   | -                   | 10     | 52     | 30     | 15     | 7      |
| M. Bartsch    | 5          | 62         | 52         | 8          | 2          | -                | -                | -                | -                | -                | -                | -                | -                | -                | -                | 4                | 44               | 37               | 4                | 3                | -                   | -                   | -                   | -                   | -                   | 9      | 106    | 89     | 12     | 5      |
| P. Eren       | 13         | 0          | 0          | 0          | 0          | -                | -                | -                | -                | -                | 1                | 0                | 0                | 0                | 0                | 4                | 0                | 0                | 0                | 0                | 2                   | 0                   | 0                   | 0                   | 0                   | 20     | 0      | 0      | 0      | 0      |
| G. Guimarães  | 14         | 150        | 128        | 11         | 11         | -                | -                | -                | -                | -                | 1                | 8                | 8                | 0                | 0                | 8                | 72               | 56               | 8                | 8                | 5                   | 60                  | 58                  | 1                   | 1                   | 28     | 290    | 250    | 20     | 20     |
| Z. Güneş      | 19         | 166        | 96         | 54         | 16         | -                | -                | -                | -                | -                | 1                | 12               | 10               | 2                | 0                | 8                | 55               | 36               | 13               | 6                | 5                   | 53                  | 32                  | 18                  | 3                   | 33     | 286    | 174    | 87     | 25     |
| M. Gürkaynak  | 10         | 52         | 28         | 15         | 9          | -                | -                | -                | -                | -                | 0                | 0                | 0                | 0                | 0                | 6                | 8                | 3                | 1                | 4                | 2                   | 1                   | 0                   | 1                   | 0                   | 18     | 61     | 31     | 17     | 13     |
| I. Haak       | 19         | 333        | 278        | 27         | 28         | -                | -                | -                | -                | -                | 1                | 12               | 10               | 1                | 1                | 8                | 170              | 140              | 22               | 8                | 5                   | 122                 | 113                 | 5                   | 4                   | 33     | 637    | 541    | 55     | 41     |
| M. İsmailoğlu | 16         | 91         | 71         | 6          | 14         | -                | -                | -                | -                | -                | 1                | 11               | 9                | 1                | 1                | 5                | 12               | 9                | 3                | 0                | 4                   | 9                   | 7                   | 1                   | 1                   | 26     | 123    | 96     | 11     | 16     |
| E. Karakurt   | 18         | 182        | 121        | 21         | 40         | -                | -                | -                | -                | -                | 1                | 2                | 1                | 1                | 0                | 5                | 52               | 36               | 10               | 6                | 5                   | 61                  | 49                  | 7                   | 5                   | 29     | 297    | 207    | 39     | 51     |
| M. Ognjenović | 18         | 21         | 13         | 2          | 6          | -                | -                | -                | -                | -                | 1                | 2                | 1                | 0                | 1                | 8                | 33               | 12               | 11               | 10               | 5                   | 16                  | 12                  | 3                   | 1                   | 32     | 72     | 38     | 16     | 18     |
| G. Örge       | 17         | 0          | 0          | 0          | 0          | -                | -                | -                | -                | -                | 1                | 0                | 0                | 0                | 0                | 8                | 0                | 0                | 0                | 0                | 5                   | 0                   | 0                   | 0                   | 0                   | 31     | 0      | 0      | 0      | 0      |
| C. Özbay      | 19         | 48         | 18         | 14         | 16         | -                | -                | -                | -                | -                | 1                | 1                | 0                | 1                | 0                | 6                | 3                | 1                | 2                | 0                | 3                   | 2                   | 0                   | 2                   | 0                   | 29     | 54     | 19     | 19     | 16     |
| M. Rašić      | 13         | 122        | 86         | 26         | 10         | -                | -                | -                | -                | -                | 1                | 12               | 7                | 5                | 0                | 8                | 68               | 41               | 24               | 3                | 5                   | 40                  | 27                  | 9                   | 4                   | 27     | 242    | 161    | 64     | 17     |
| G. Yılmaz     | 20         | 91         | 72         | 11         | 8          | -                | -                | -                | -                | -                | 1                | 2                | 1                | 1                | 0                | 6                | 11               | 10               | 1                | 0                | 3                   | 1                   | 1                   | 0                   | 0                   | 30     | 105    | 84     | 13     | 8      |

P = presenze; PT = punti totali; AV = attacchi vincenti; MV = muri vincenti; BV = battute vincenti